# علی‌آباد (چنارود)
علی‌آباد یک روستا در ایران است که در بخش چنارود شهرستان چادگان واقع شده‌است. علی‌آباد ۹۲ نفر جمعیت دارد. مردم روستای علی‌آباد به لری سخن می‌گویند.